# 劉渾成
劉渾成（1541年—？），字廉卿，號義軒，河南汝寧府確山縣人，明朝政治人物。

## 生平
嘉靖四十四年登乙丑科進士第三甲第二百四十七名。户部观政，四十五年四月授堂邑知县，丁忧。隆慶三年（1569年）十二月復除内黄县，五年九月选授工科给事中，六年十月升本科右，巡视陵工，万历元年（1573年）三月升户科左，二年二月升陕西副使，八月降山西布政司都事，三年四月升青州府推官，四年六月升南京大理寺右评事，五年六月升寺正，八年二月升浙江副使，裁革。九年二月改补山东青州兵备副使，十一年七月升山西右参政，十四年正月升本省按察使，十五年九月丁忧。十九年六月起补湖广兵备，二十年四月升浙江右布政使，二十一年九月升本省左布政，二十四年致仕。

## 家族
曾祖父劉鑑；祖父劉富，贈吏部主事；父劉大實，前戶部左侍郎進階通議大夫。母陳氏（封安人，加赠淑人）。兄夙成、有成，俱庠生；弟默成（庠生）、允成、劉懋成（按察使）